# Brachinus cyanipennis
Brachinus cyanipennis är en skalbaggsart som beskrevs av Thomas Say. Brachinus cyanipennis ingår i släktet Brachinus och familjen jordlöpare. Inga underarter finns listade i Catalogue of Life.